# Ewolucja ssaków

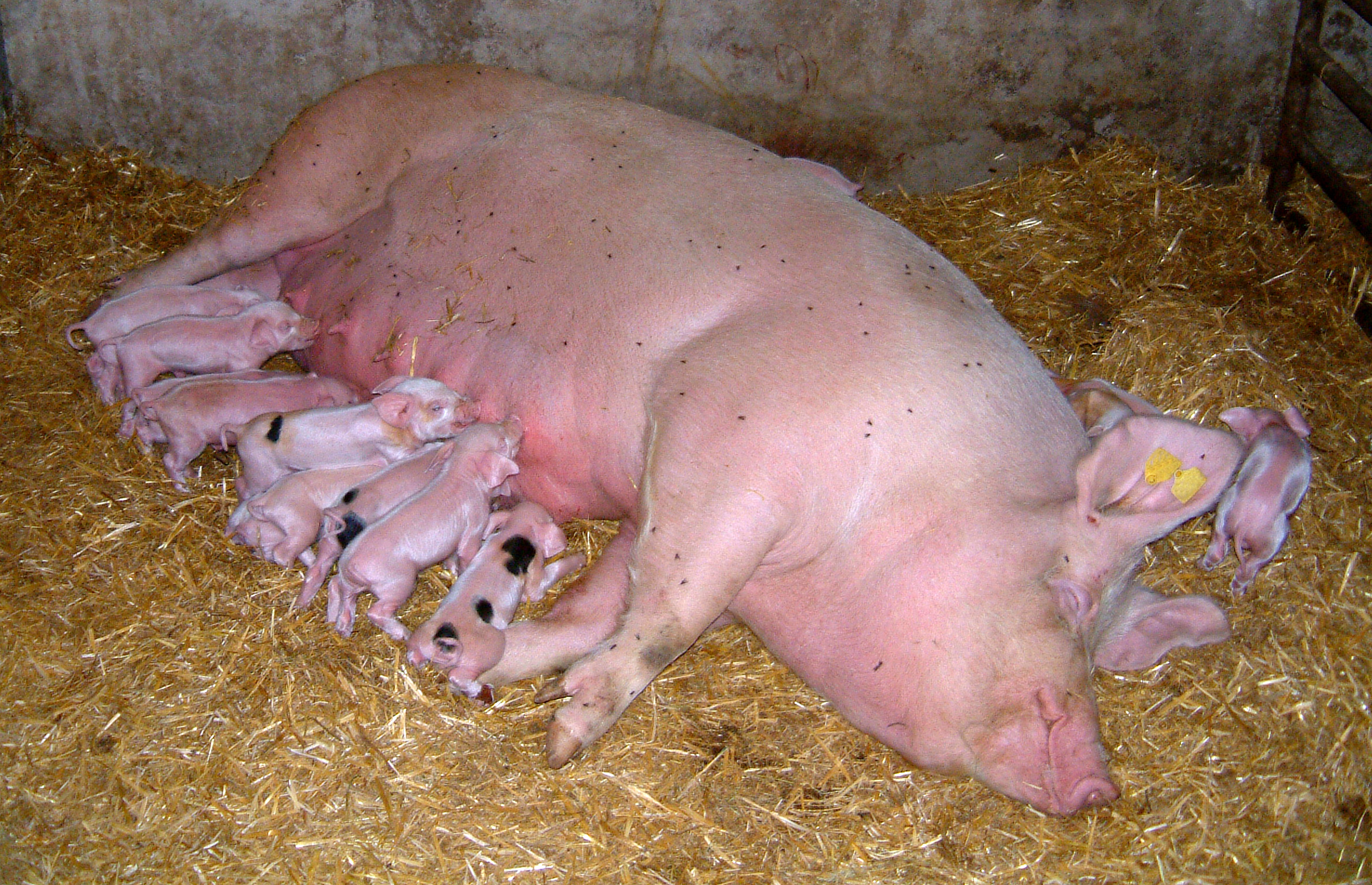
Nazwa gromady pochodzi od ssania przez potomstwo gruczołów mlekowych samic. Tu maciora i ssące ją prosiaki świni domowej

Ewolucja ssaków – ewolucja zwierząt zaliczanych do gromady ssaków (Mammalia) to stopniowy proces trwający ok. 70 milionów lat, który rozpoczął się w środkowym permie od pojawienia się synapsydów (gadów ssakokształtnych). W środkowym triasie istniało wiele stworzeń przypominających ssaki. Ssaki właściwe pojawiły się jednak we wczesnym okresie jurajskim. Najstarszy znany torbacz, Sinodelphys, pojawił się 125 milionów lat temu, we wczesnej kredzie, w tym samym czasie żyła także Eomaia, pierwszy znany łożyskowiec. Z kolei najwcześniejszy znany stekowiec, Teinolophos, pojawił się 2 miliony lat później. Po sławnym wymieraniu kredowym, podczas którego zniknęła większość gadów mezozoiku (przetrwały wywodzące się od dinozaurów ptaki), ssaki zyskały możliwość rozwoju w kierunku wielu nowych form i zajęcia nowych dla nich nisz ekologicznych, zajmowanych wcześniej przez gady. Rozwój ten miał miejsce w trzeciorzędzie, pod koniec tego okresu istniały już wszystkie znane dzisiaj rzędy ssaków.
Z punktu widzenia filogenetyki ssaki są jedynymi synapsydami, które przetrwały. Ich linia rozwojowa oddzieliła się od linii zauropsydów (większość gadów) w karbonie, między 320 a 315 milionami lat temu, były to najbardziej rozpowszechnione i największe gady permu. Podczas triasu pierwotnie nierzucająca się w oczy grupa archozaurów rozwinęła się w dominujące na świecie zwierzęta, jedna z ich grup, dinozaury, dominowały przez resztę ery mezozoicznej. W związku z tym ssakokształtne zostały wyparte, zajmując głównie nisze nocne, mogło mieć to wielki związek z tak charakterystycznymi cechami ssaków, jak stałocieplność, włosy czy duży mózg. Później mezozoiczne ssaki rozprzestrzeniły się na inne nisze ekologiczne – powstały stworzenia wodne (Castorocauda), szybujące (Volaticotherium), a nawet drapieżcy zdolni do polowań na niewielkie dinozaury (Repenomamus).
Większość dowodów stanowią skamieniałości. Przez wiele lat szczątki ssaków mezozoiku i ich bezpośrednich przodków były rzadkie i fragmentaryczne, ale od połowy lat dziewięćdziesiątych pojawiły się nowe ważne odkrycia, głównie w Chinach. Relatywnie nowe techniki (filogenetyka molekularna) dały pewne interesujące hipotezy, ale dla wielu tradycyjnych paleontologów „łowców skamielin” są one sporne.
Chociaż gruczoły piersiowe są bardzo charakterystyczną cechą ssaków nowoczesnych, o ewolucji laktacji wiadomo bardzo niewiele. Właściwie zaś nic nie wiadomo o ewolucji innej rozpoznawczej cechy ssaków, kory nowej (część mózgu). Najwięcej badań rozwoju tej grupy zwierząt dotyczy powstania kosteczek słuchowych ze składowych stawu żuchwy owodniowych przodków ssaków. Inne z kolei dotyczą wyprostowania kończyn (u gadów są one zwykle zgięte bocznie), wtórnego podniebienia kostnego, sierści i włosów, a także ciepłokrwistości.

## Definicja ssaka

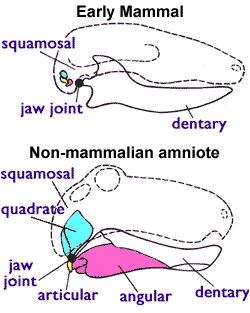
porównanie czaszek ssaka (u góry) i niezaliczanego do ssaków wczesnego owodniowca
jaw joint – staw żuchwowy
squamosal – kość łuskowa
dentary – kość zębowa
quadrate – kość kwadratowa
articular – kość stawowa
angular – kość kątowa

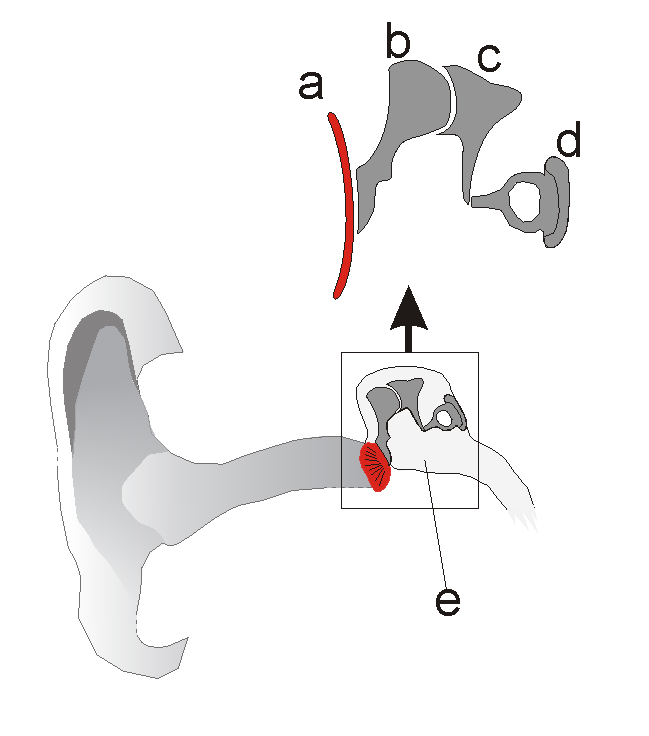
kosteczki słuchowe w ludzkim uchu środkowym: a) błona bębenkowa b) młoteczek c) kowadełko d) strzemiączko e) jama bębenkowa

Współcześnie żyjące gatunki mogą być zidentyfikowane jako ssaki na podstawie obecności gruczołów mlecznych (produkujących używane do karmienia potomstwa mleko) u samic (zob. ewolucja gruczołu mlekowego).
W przypadku identyfikacji gatunków zwierząt wymarłych używane są inne cechy. Zbudowane z nabłonka gruczoły w materiale kopalnym się nie zachowują, podobnie jak inne tkanki miękkie. Paleontolodzy używają więc do rozróżnienia cech spotykanych u wszystkich znanych obecnie żyjących gatunków ssaków (łącznie ze stekowcami), niespotykanych jednak u żadnego z wczesnych triasowych terapsydów. Ssaki w procesie słyszenia wykorzystują 2 kości, których inne owodniowce używają do jedzenia. Najwcześniejsze owodniowce posiadały staw żuchwowy złożony z kości stawowej (mała kość w tylnej części żuchwy) i kości kwadratowej (mała kość w tylnej części szczęki). Rozwiązanie to występuje u wszystkich owodniowców oprócz ssaków (jak jaszczurki, krokodyle, dinozaury i ich następcy ptaki, terapsydy). Ssaki natomiast wykształciły inną budowę tego stawu, złożonego z kości zębowej, czyli żuchwy, dźwigającej zęby, oraz kości łuskowej (innej małej kości czaszki). U ssaków kości kwadratowa i stawowa przekształciły się odpowiednio w kowadełko i młoteczek w uchu środkowym.
Oprócz tego ssaki posiadają dwa kłykcie potyliczne. Są to powierzchnie stawowe kości potylicznej pasujące do najwyższego kręgu ssaków zwanego atlasem lub dźwigaczem. Inne kręgowce posiadają tylko jeden kłykieć. Przez paleontologów jako kryteria dla identyfikacji wymarłych zwierząt jako ssaków używane są tylko cechy stawu żuchwowego i ucha środkowego (ma to znaczenie w przypadku pozostałości zwierzęcia o cechach pomieszanych – np. ssacze szczęki i ucho, ale tylko jeden kłykieć potyliczny).
Z powodu przyrostowych zmian w tzw. formach przejściowych powiedziane zostało:
Możemy znów odpowiadać na pytanie: co to jest ssak? Nie ma biologicznego znaczenia, gdzie narysujemy linię pomiędzy gadami a ssakami. Jest to tylko kwestia wygody. Są dwa oczywiste wybory, oba następujące bezpośrednio po okresie szybkiej ewolucji, które wyznaczają przerwę, którą spodziewamy się znaleźć.

## Przodkowie ssaków
Poniżej znajduje się bardzo uproszczone drzewo – poniższy tekst opisuje niepewności i pola dyskusji.
|           | zauropsydy |
|           |            |
| synapsydy | \| \|      |
|           | \| \|      |
|           |            |

|  |

|           | zauropsydy |
|           |            |
| synapsydy | \| \|      |
|           | \| \|      |
|           |            |

|  |

### Owodniowce
Pierwsze w pełni lądowe kręgowce były owodniowcami – ich jaja posiadały wewnętrzne błony płodowe, które umożliwiały rozwijającemu się embrionowi oddychanie i zapewniały mu środowisko wodne. Pozwoliło to owodniowcom na składanie jaj na suchym lądzie, podczas gdy płazy muszą składać je do wody (nieliczne tylko ich rodzaje, np. Pipa, wykształciły inne przystosowania pozwalające ominąć tę barierę). Pierwsze owodniowce pojawiły się w późnym karbonie, ewoluując z grupy Reptiliomorpha.
W ciągu kilku milionów lat rozróżniły się 2 ważne linie owodniowców: synapsydy (przodkowie ssaków) i zauropsydy (od których, jak już wspomniano, pochodzą jaszczurki, węże, krokodyle, archozaury oraz ptaki). Najstarsze znane skamieniałości tych grup datuje się na 320–315 MLT. Trudno jest jednak stwierdzić, kiedy dokładnie która z nich wyewoluowała, albowiem skamieniałości kręgowców z późnego karbonu są bardzo rzadkie, a pierwsze zwierzęta z tych grup mogły pojawić się wcześniej.

### Synapsydy

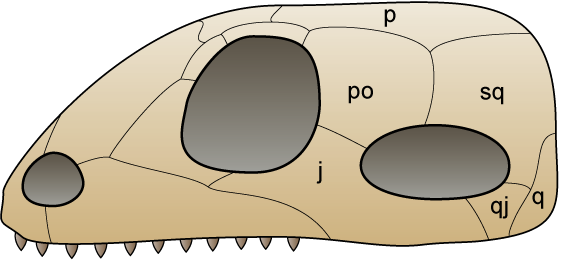
Czaszka synapsyda posiada pojedynczy parzysty otwór za okiem (skroniowy), położony dość nisko (prawa dolna część rysunku)

Czaszki synapsydów rozpoznawane są dzięki istnieniu charakterystycznych otworów za każdym okiem, które służą następującym celom:
- czynią czaszkę lżejszą bez zmniejszania jej wytrzymałości
- zmniejszają energię poprzez zmniejszenie masy kości
- prawdopodobnie stanowią miejsce przyczepu mięśni szczęk. Taki przyczep w większej odległości od samych szczęk sprawia, że mięśnie są dłuższe, dzięki czemu mogą pracować z większą siłą w szerszym zakresie ruchów szczęk, nie wychodząc poza optymalny dla siebie zakres skurczu i rozciągnięcia.

Odnotować należy, że w toku ewolucji otwór ten może zaniknąć (człowiek go nie ma).
Skamieniałości zwierząt lądowych wczesnego permu wskazują, że jedna z grup synapsydów, pelykozaury, obejmowała najczęściej występujące kręgowce tego czasu zamieszkujące lądy, a także największe lądowe stworzenia tamtych dni.

## Terapsydy

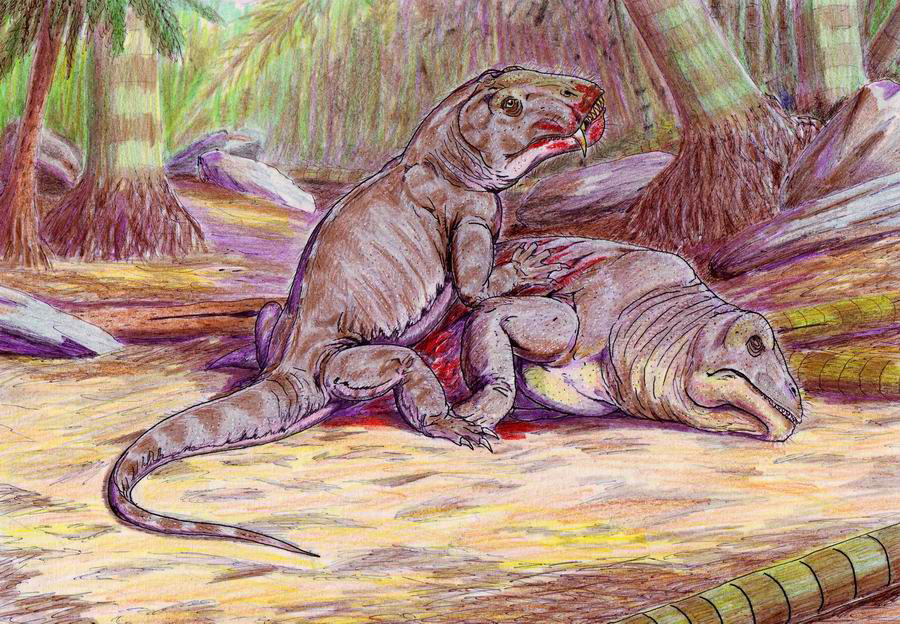
Tytanofon (przedstawiciel grupy Dinocephalia) żywiący się szczątkami ulemozaura

Terapsydy rozwinęły się z pelykozaurów w środkowym permie i zajęły miejsce dominujących kręgowców lądów. Różniły się one od pelykozaurów kilkoma cechami czaszki i szczęk m.in. większym otworem skroniowym i siekaczami równej wielkości.
Terapsydy zmieniały swą formę od zwierząt wyglądających jak ich przodkowie pelykozaury, a kończąc na stworzeniach, które można łatwo pomylić ze ssakami.
- Stopniowo rozwijało się wtórne podniebienie kostne. Według wielu książek i artykułów wiązało się to z wytworzeniem się szybkiego metabolizmu, bowiem pozwalało na oddychanie i pożywianie się jednocześnie. Niektórzy naukowcy zauważali jednak, że niektóre zmiennocieplne używają mięsistego podniebienia wtórnego, by odgrodzić jamę gębową od dróg oddechowych, a podniebienie kostne stanowi powierzchnię, na której język manipuluje pokarmem, umożliwia to raczej żucie niż sprawniejszą wymianę gazową[9]. Ta interpretacja wytworzenia podniebienia kostnego jako narzędzia dla usprawnienia przyjmowania jedzenia także przemawia za rozwojem szybkiego metabolizmu, ponieważ żucie umożliwia szybsze trawienie. U ssaków podniebienie formują 2 specjalne kości, ale permskie terapsydy miały inne rozwiązania (inne ułożenie kości we właściwych miejscach działało jak nasze podniebienie).

Różne ustawienia kończyn:
gadzie, boczne po lewej
ssacze, wyprostowane – w środku

- Żuchwa stopniowo stawała się jedną główną kością dolnej szczęki.
- Kończyny zaczęły przyjmować ułożenie wyprostowane, co znacznie zwiększało ich wytrzymałość (poruszanie się i oddychanie nie przeszkadzały już sobie wzajemnie). Proces ten przebiegał jednak nierówno i bardzo wolno, np. wszystkie roślinożerne terapsydy zachowały kończyny rozłożone na boki (niektóre późne formy częściowo tylko wyprostowały tylne kończyny). Za to permskie drapieżne terapsydy miały ułożone po staremu przednie łapy, niektóre miały też tak częściowo ułożone tylne. Zauważyć należy, że dzisiejsze stekowce nadal mają kończyny w położeniu pośrednim.
- W triasie nastąpił rozwój w kierunku ssaczych szczęk i ucha środkowego (patrz wyżej).
- Istnieją też przekonujące dowody odnośnie do obecności sierści na skórze triasowych terapsydów, ale nie na permskich (patrz niżej).
- Niektórzy naukowcy sądzą też, że niektóre triasowe terapsydy pokazują oznaki laktacji (patrz niżej).

### Drzewo terapsydów
Poniżej przedstawiono uproszczone drzewo filogenetyczne, ukazujące jedynie klady istotne dla ewolucji ssaków.
```
Terapsydy
  |
  +--
Biarmosuchia

  |
  `--+--
dinocefale

     |
     +--
Neotherapsida

          |
          +--
anomodonty

          |      |
          |      `--
dicynodonty

          |
          `--+--
teriodonty

                    |
                    +--
gorgonopsy

                    |
                    `--+--
terocefale

                       |
                       `--
cynodonty

                              .
                              . . . ssaki (ostatecznie)
```

Tylko dicynodonty, terocefale i cynodonty przetrwały do triasu.

### Biarmosuchia
Biarmosuchia jest to najbardziej prymitywna grupa terapsydów, przypominająca pelykozaury.

### Dinocephalia

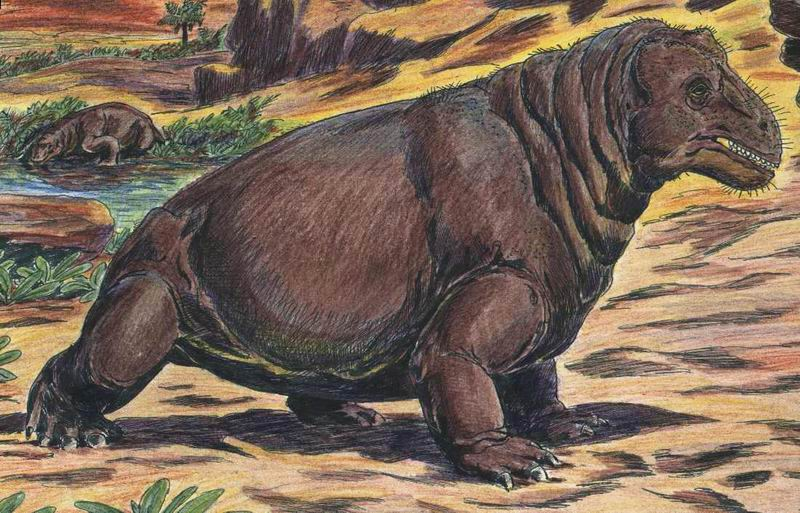
Mormosaurus z podrzędu Dinocephalia

Dinocephalia („straszne głowy”) – były duże, niektóre jak dzisiejsze nosorożce, i zaliczane są tu zarówno stworzenia roślinożerne, jak i mięsożerne. Niektóre z tych mięsożerców posiadały tylne łapy w połowie wyprostowane, przednie jednak u wszystkich członków tej grupy były rozstawione na boki. Pod wieloma względami były to bardzo prymitywne terapsydy, nie miały np. podniebienia kostnego, a ich czaszka miała gadzią budowę.

### Teriodonty

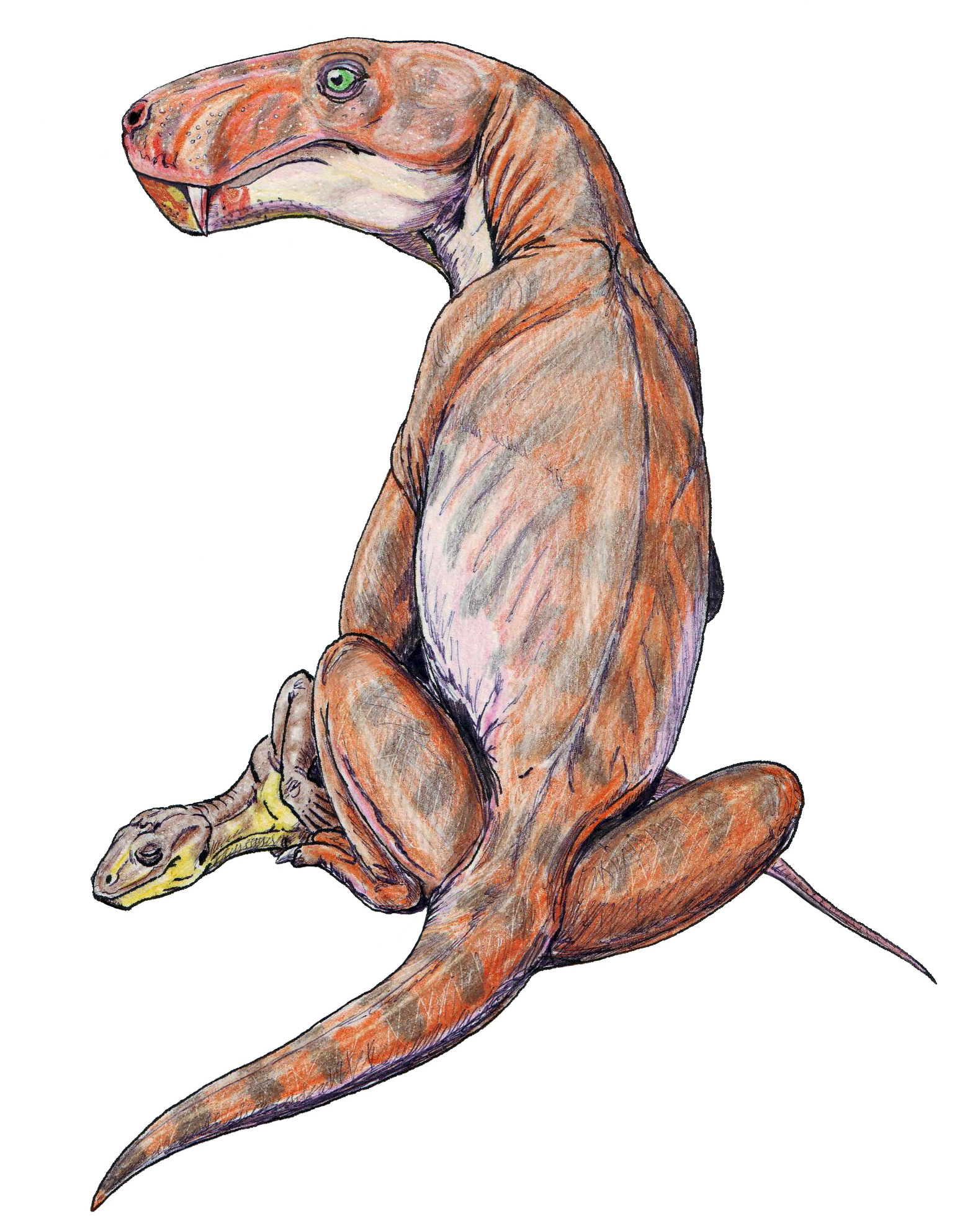
Viatkogorgon – przedstawiciel podrzędu gorgonopsów

Teriodonty („zęby bestii”) i ich potomkowie posiadali staw żuchwowy, w którym kość szczękowa mocno objęła jak kleszczami małą kość kwadratową. Pozwoliło im to szerzej rozwierać szczęki. Jedna z ich grup, mięsożerne gorgonopsy („twarze Gorgony”) wykorzystała to do stworzenia szablastych zębów. Taka budowa czaszki teriodontów miała jednak o wiele większe znaczenie – zmniejszenie kości kwadratowej było ważnym krokiem w kierunku rozwoju ssaczego stawu żuchwowego i ucha środkowego.
Gorgonopsy zachowały pewne cechy prymitywne: brak podniebienia kostnego wtórnego (aczkolwiek inne kości pełniły jego funkcję), rozcapierzone przednie łapy, tylne zaś mogły przyjmować oba ułożenia: proste i wysunięte bocznie. Ale Therocephalia („głowy bestii”), które pojawiły się w tym samym czasie, co gorgonopsy, posiadały kolejne ssacze cechy, m.in. liczba paliczków palców przednich i tylnych kończyn była taka, jak u wczesnych ssaków (posiadają ją do dziś niektóre naczelne, w tym człowiek).

### Cynodonty
Cynodonty, grupa teriodontów powstała w późnym permie, zawiera przodków wszystkich ssaków – jedna z podgrup, Trithelodontidae (inaczej Ictidosauria – iktidozaury), jest szeroko uznawana za zawierającą wśród swych gatunków przodków ssaków. Cynodonty posiadały następujące cechy ssacze: dalsza redukcja licznych kości dolnej szczęki, kostne podniebienie wtórne, zęby policzkowe ze złożoną powierzchnią koron, mózg wypełniający jamę wewnątrzczaszkową.

## Przełom w triasie

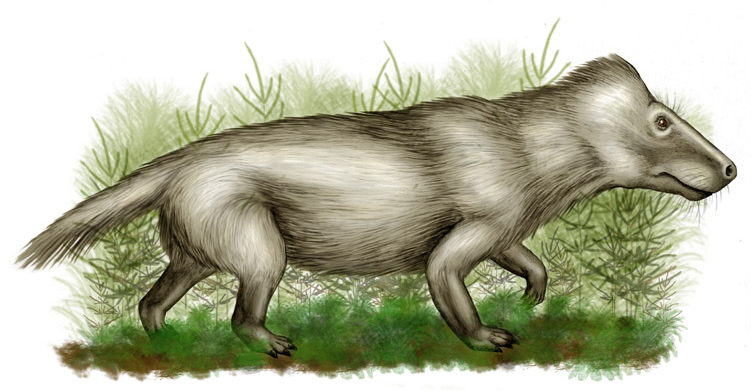
Diademodon – cynodont

Katastroficzne wymieranie na przełomie permu i triasu zabiło około 70% gatunków wcześniejszych lądowych kręgowców, a także większość roślin. W rezultacie:
- ekosystemy i łańcuchy pokarmowe rozpadły się, odbudowa ich zajęła 6 milionów lat
- te, które przeżyły, stanęły od początku do walki o dominację w dawnych niszach ekologicznych, także cynodonty, które wydawały się być na drodze do dominacji pod koniec permu.

Cynodonty przegrały jednak z początkowo nie ujawniającą się zbytnio grupą zauropsydów – z archozaurami zaliczali się do nich przodkowie dinozaurów, krokodyli i ptaków). Proponowano kilka różnych wyjaśnień, ale najbardziej prawdopodobne jest to, że lądy we wczesnym triasie były jałowe i bardziej zaawansowane w oszczędzaniu wody archozaury odniosły dzięki temu znaczną przewagę. Wszystkie znane zauropsydy nie posiadają gruczołów w skórze oraz wydalają kwas moczowy. Związek może być wydalany w znacznie większym stężeniu niż mocznik wydalany przez ssaki i prawdopodobnie też terapsydy, potrzeba więc na rozcieńczenie go mniej wody, która zostaje tracona przez wydalanie.
Zmiany były jednak stopniowe. We wczesnym triasie cynodonty pełniły jeszcze rolę dominujących drapieżników, a lystrozaury głównych roślinożerców. W środkowym triasie zaś archozaury zajęły już nisze zarówno pierwszych, jak i drugich.
Zdarzenie to mogło być jednak bardzo ważnym czynnikiem w przekształceniu się cynodontów w ssaki. Jedyni potomkowie cynodontów, którzy przetrwali to małe, głównie nocne, owadożerne stworzenia. W rezultacie:
- Terapsydy przyśpieszyły zmiany w kierunku zróżnicowanego uzębienia z precyzyjnym zgryzem, musiały bowiem łapać i spożywać stawonogi, a więc i miażdżyć ich twarde szkielety zewnętrzne (owady powleczone są niestrawnym polisacharydem – chityną).
- Nocny tryb życia wymógł rozwój bardziej zaawansowanej izolacji termicznej oraz termoregulacji. Umożliwiło to przodkom ssaków aktywność w czasie zimnych nocy[15].
- Wyostrzony słuch i węch stały się kluczowe. Przyśpieszyło to rozwój typowego dla ssaków ucha środkowego, a zatem i ssaczych szczęk, albowiem kości przedtem należące do nich przeniosły się do ucha środkowego. Zwiększył się też rozmiar części mózgu odpowiedzialnych za te zmysły, co oznaczało zwiększenie się całego mózgu, który potrzebuje ogromnej ilości energii[16][17]. Zwierzęta potrzebowały więc więcej pożywienia, by zaopatrzyć w energię powiększający się mózg, co wywarło presję na polepszenie izolacji termicznej, termoregulacji i odżywiania się.
- Efektem ubocznym stało się kiepskie widzenie barw u większości ssaków, w tym także u niższych naczelnych – np. lemurów[18].

## Od cynodontów do prawdziwych ssaków

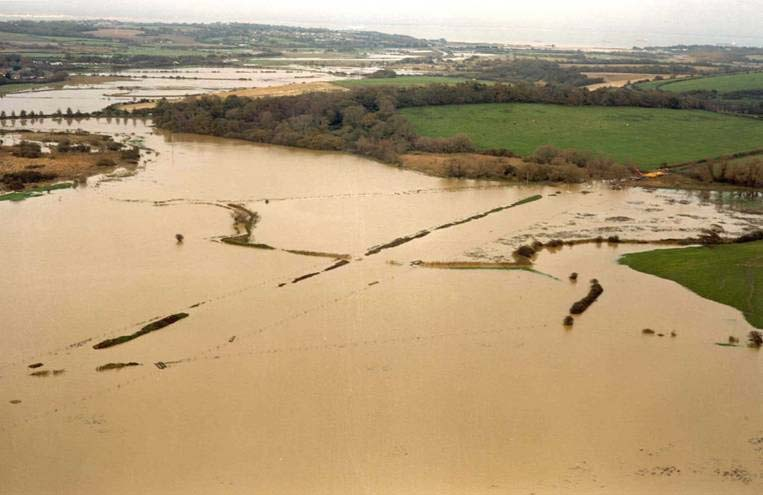
równina zalewowa

### Liczne niepewności
Wymiana triasowa prawdopodobnie przyśpieszyła ewolucję ssaków, co zaowocowało utrudnieniem dla paleontologów, ponieważ szczątki „prawie ssaków” są niezmiernie rzadkie, głównie dlatego, że większość z nich osiągała rozmiary mniejsze niż dzisiejszy szczur:
- Były one bardzo selekcjonowane przez środowisko, które nie sprzyjało zbytnio powstawaniu dobrze zachowanych skamielin. Najlepsze warunki lądowe dla fosylizacji występują na równinach zalewowych, gdzie sezonowe powodzie szybko okrywają zmarłe zwierzęta chroniącą je warstwą szlamu, która potem pod wpływem kompresji staje się skałą osadową. Równina zalewowa jest jednak zwykle zdominowana przez zwierzęta średnie i duże, a triasowe terapsydy i przodkowie ssaków nie były w stanie konkurować z archozaurami wielkości średniej czy dużej.
- Delikatne kości były podatne na uszkodzenia zanim mogły ulec fosylizacji – przez padlinożerców, grzyby i bakterie oraz przez zadeptanie.
- Małe skamieniałości są trudne do znalezienia i bardzo podatne na zniszczenie także przez wietrzenie i inne czynniki naturalne, zanim jeszcze zostaną odkryte

Rzeczywiście stwierdzone zostało, że jeszcze w latach osiemdziesiątych XX wieku wszystkie mezozoiczne skamieniałości ssaków i ich krewnych opierały się na kilku znaleziskach, a były to głównie zęby, które są najtrwalsze ze wszystkich tkanek. Od tego czasu liczba mezozoicznych pozostałości ssaków wzrosła, od 116 rodzajów znanych w 1979 do około 310 w 2007, wzrosła także jakość znalezisk, „w sumie 18 mezozoicznych ssaków jest reprezentowanych przez prawie kompletne szkielety”.
W związku z tym:
- w wielu przypadkach trudno jest ustalić rodzaj mezozoicznego ssaka lub pokrewnego im zwierzęcia
- wszystkie możliwe skamieniałości rodzaju rzadko kiedy składają się na kompletny szkielet, dlatego też trudno jest ustalić, który rodzaj jest, do którego najbardziej podobny i w przez to blisko z nim spokrewniony. Innymi słowami, bardzo trudno jest sklasyfikować zgodnie z regułami kladystyki, która jest najbardziej rzetelną i najmniej subiektywną metodą klasyfikacji z obecnie dostępnych.

Podsumowując, ewolucja ssaków mezozoiku pełna jest niepewności, choć nie można już się wahać, że prawdziwe ssaki rzeczywiście pojawiły się po raz pierwszy w erze mezozoicznej.

### Ssaki czy ssakokształtne?
Jednym z rezultatów wspomnianych wyżej niepewności była zmiana używanej przez paleontologów definicji ssaka. Przez długi czas szczątki były uznawane za należące do ssaków, jeśli spełniały kryterium szczęki i ucha. Polegało ono na tym, że staw żuchwowy składać się musiał jedynie z 2 kości: łuskowej i zębowej; kość stawowa i kwadratowa przekształciły się w kosteczki słuchowe: młoteczek i kowadełko. Większość paleontologów definiuje obecnie ssaki jako ostatnich wspólnych przodków stekowców, torbaczy i łożyskowców oraz ich potomków. Oprócz tego definiują oni inny klad ssakokształtne, lokując w nim wszystkie zwierzęta bardziej przypominające ssaki niż cynodonty, ale mniej spokrewnione ze stekowcami, torbaczami i łożyskowcami. Chociaż wydaje się to dzisiaj najważniejszym podejściem, niektórzy specjaliści nie uznają go, ponieważ:
- zamiast rozwiązywać problemy, w prosty sposób przenosi je tylko do nowego kladu
- klad ssakokształtne zawiera zarówno formy ze ssaczą, jak i gadzią budową stawu żuchwowego
- nowa definicja ssaków i ssakokształtnych polega na ostatnich wspólnych przodkach, których jeszcze nie znamy[19]. Pomimo tychże obiekcji ten artykuł polega na tym rozwiązaniu i uważa większość mezozoicznych potomków cynodontów za ssakokształtne.

### Drzewo: od cynodontów do ssaków

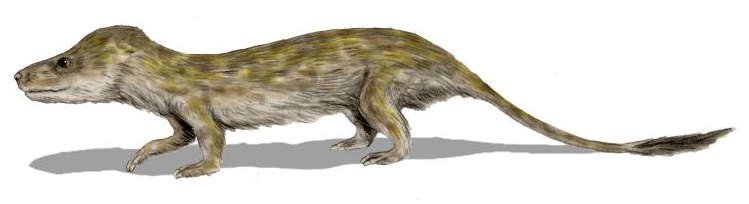
Oligokyphus – cynodont

### Drzewo: od cynodontów do ssaków[22]
```
--
cynodonty

    |
    `--
ssakokształtne

         |
         +--
Allotheria

         |    |
         |    `--
wieloguzkowce

         |
         `--+--
Morganucodontidae

            |
            `--+--
Docodonta

               |
               `--+--
Hadrocodium

                  |
                  `--
symetrodonty

                       |
                       +--
Kuehneotheriidae

                       |
                       `--
ssaki
```

### Wieloguzkowce

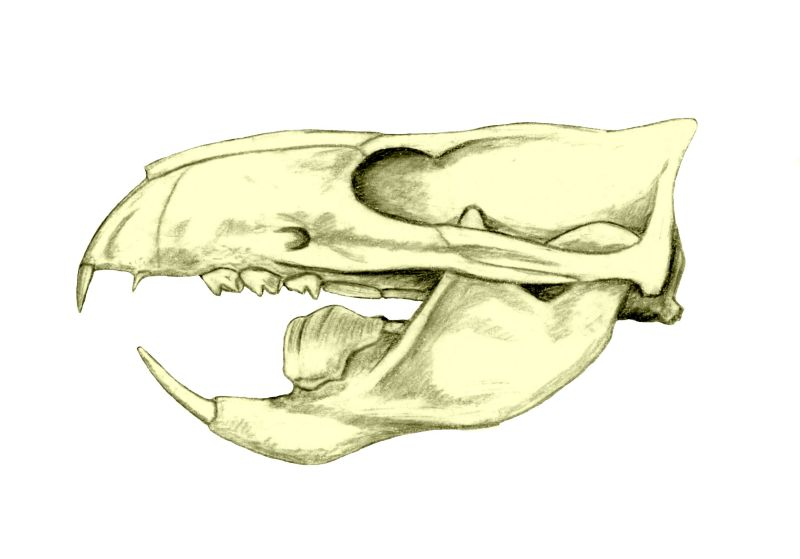
Czaszka wieloguzkowca Ptilodus

Multituberkulaty (wieloguzkowce – nazwane tak od licznych guzków na „trzonowcach”) są często nazywane „gryzoniami mezozoiku”. Jest to przykład konwergencji, nie znaczy to więc, że obie grupy są ze sobą blisko spokrewnione.
Na pierwszy rzut oka wyglądały one jak ssaki. Ich staw żuchwowy składał się jedynie z kości zębowej i łuskowej, kość kwadratowa zaś i stawowa były częściami ucha środkowego. Zęby były zróżnicowane, zamknięte i posiadały guzki, jak u ssaków. Występował też łuk jarzmowy. Struktura miednicy sugerowała, że mogły one rodzić maleńkie bezbronne młode, jak dzisiejsze torbacze. Żyły one aż 120 milionów lat (od środkowej jury, 160 MLT, do wczesnego oligocenu, 35 MLT). Daje im to największy sukces spośród wszystkich ssaków. Bliższe przyjrzenie się pokazuje, że różniły się one jednak znacznie od dzisiejszych ssaków:
- trzonowce posiadają 2 równoległe rzędy guzków, inaczej niż trybosfeniczne (trójszczytowe) trzonowce wczesnych ssaków
- sposób żucia jest zupełnie inny. Ssaki żują, miażdżąc ruchami bok do boku, używając jednocześnie tylko trzonowców jednej połowy szczęk. Multituberkulaty natomiast nie były zdolne do takich ruchów, u nich zęby dolne – położone z tyłu w stosunku do górnych, rozcierały po ich tylnej stronie po zamknięciu ust.
- przednia część łuku jarzmowego składa się zwykle ze szczęki (maxilla), a nie z os jugale, ta ostatnia jest małą kością w niewielkim otworze wyrostka szczękowego
- kość łuskowa nie tworzy mózgoczaszki
- pysk jest inny niż ten znany u ssaków, wygląda jak należący do pelykozaurów, np. dimetrodonta. U wieloguzkowców jest on pudełkowaty, duża płaska szczęka tworzy boki, kość nosowa – strop, a kość przysieczna (os incisivum) – przód.

Z wieloguzkowcami blisko spokrewnione były Gondwanatheria, zamieszkujące kontynenty południowe w kredzie i paleogenie.

### Morganucodontidae

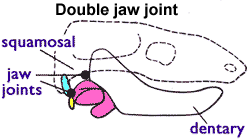
U Morganucodontidae pojawiały się oba rodzaje stawów żuchwowych: zębowo-łuskowy (na przodzie) i stawowo-kwadratowy (z tyłu)

Morganucodontidae pojawiły się w triasie, około 205 MLT. Są dobrym przykładem formy przejściowej, miały bowiem zębowo-łuskowe i stawowo-kwadratowe stawy żuchwowe. Były poza tym jednymi z pierwszych odkrytych i bardzo dokładnie poznanych ssakokształtnych, znaleziono bowiem wielką liczbę ich skamieniałości.

### Dokodonty

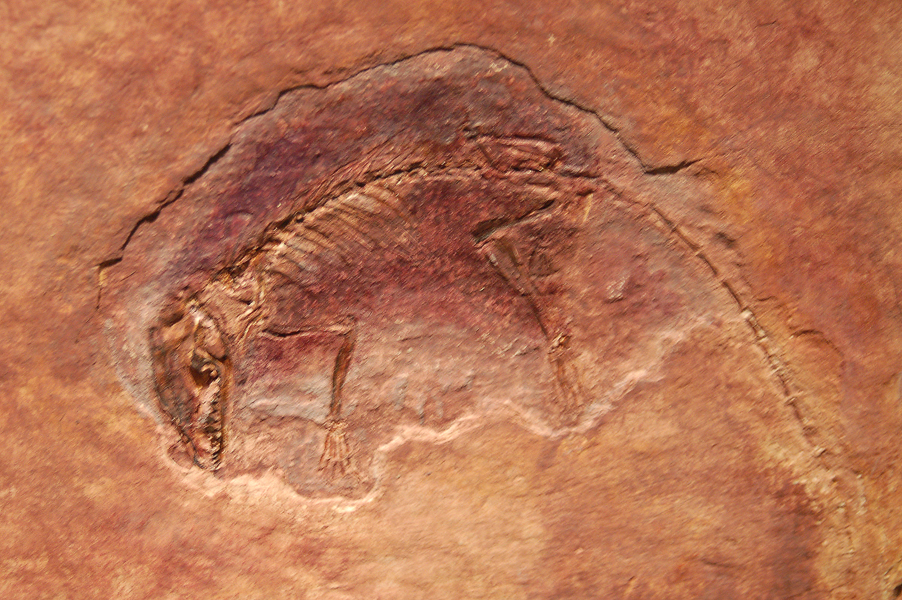
Skamieniałość rodzaju Eomaia – widać ślady futra

Najsławniejszym członkiem tej grupy była Castorocauda („ogon bobra”), żyjąca w środkowej jurze około 164 MLT. Odkryta została w 2004, opisana zaś w 2006. Nie była ona jednak typowym dokodontem (większość z nich była wszystkożerna) ani nie prawdziwym ssakiem, ale jest bardzo ważna w badaniach ewolucji ssaków, ponieważ po raz pierwszy znaleziony został jej prawie kompletny szkielet (prawdziwy luksus w paleontologii) i to złamało stereotyp „małego, nocnego owadożercy”:
- zauważono coś większego niż spotykane zazwyczaj mezozoiczne skamieniałości „ssakopodobne” – zwierzę miało 42,5 cm długości ciała, 13 cm ogona, masa mogła wynosić od 500 do 800 g.
- był to najwcześniejszy zupełnie pewny dowód obecności włosów i futra. Przedtem najstarszym była Eomaia, właściwy ssak sprzed 125 MLT.
- zwierzę posiadało przystosowania do życia w wodzie:
  - spłaszczone kości ogona
  - pozostałości tkanki miękkiej między palcami tylnych łap, co sugeruje, że były one połączone (błona pławna?)

Przedtem najwcześniejsze znane półwodne ssaki pochodziły z eocenu
- Silne kończyny przednie tego stworzenia wyglądały na przystosowane do kopania. Ta cecha w połączeniu z ostrogami na kostkach stóp czyni ją podobną do dziobaka, który także pływa i grzebie w mule
- Zęby wyglądały na przystosowane do spożywania ryb: 2 pierwsze trzonowce miały guzki w prostym rządku, co czyniło je bardziej odpowiednimi do ściskania i krojenia w plasterki niż rozcierania, te trzonowe były zakrzywione do tyłu, aby ułatwić chwytanie śliskiej zdobyczy.

### Hadrocodium
Hadrocodium jest ukazywane przez kompromisowe drzewo rodowe jako „ciotka” właściwych ssaków. Symetrodonty i Kuehneotheriidae są z nimi bliżej spokrewnione. Ale skamieniałości symetrodontów i Kuehneotheriidae są nieliczne i fragmentaryczne, taksony te są więc słabo poznane i mogą być parafiletyczne. Z drugiej strony zaś mamy dobrze zachowane skamieliny Hadrocodium, żyjącego około 195 MLT w bardzo wczesnej jurze. Ma ono kilka ważnych cech:
- wspominane już wielokrotnie stawy żuchwy składają się tylko z kości łuskowej i zębowej, żuchwa nie posiada żadnych mniejszych kości, jak to miało miejsce w przypadku terapsydów
- u tychże terapsydów i większości ssakokształtnych błona bębenkowa rozciąga się za rynienkę żuchwy. Jednak Hadrocodium takowej rynienki nie posiadało. Sugeruje to, że ucho zostało włączone w czaszkę, jak to ma miejsce u ssaków – i stąd kość stawowa i kwadratowa wzięły się w uchu środkowym, stając się dobrze znanymi młoteczkiem i kowadełkiem. Z drugiej strony posiadało jednak zatokę, której brak ssakom. To sugeruje, że żuchwa tego zwierzęcia zachowała taki sam kształt, jakby miała, gdyby kość kwadratowa i stawowa pozostały na swych dawnych miejscach w stawie. Hadroconium (albo jego bardzo bliski przodek) mogło być pierwszym stworzeniem z w pełni ssaczym uchem środkowym
- terapsydy i wczesne ssakokształtne posiadały stawy żuchwowe z tyłu czaszki, częściowo z powodu ucha znajdującego się na końcu żuchwy, które musiało być także blisko mózgu. Takie rozwiązanie ograniczało rozmiar puszki mózgowej, gdyż okrążały ją mięśnie szczęk. U opisywanego tu rodzaje te wszystkie części nie były już tak ze sobą powiązane, nie musiały wspierać ucha, staw mógł się więc przesunąć do przodu. U jego potomków występowało podobne ułożenie, puszka mózgowa mogła się swobodnie powiększać, nie będą ograniczana przez szczęki, te ostatnie zaś także zyskały możliwość bardziej swobodnego rozwoju, nie będąc zmuszonymi do utrzymywania ucha w pobliżu mózgu. Innymi słowami, pojawiła się możliwość rozwoju dużego mózgu oraz adaptacji szczęk z zębami wyspecjalizowanych jedynie w kierunku jedzenia.

## Pierwsze właściwe ssaki
W tej części historii pojawiają się nowe problemy, albowiem właściwe ssaki nadal posiadają żyjących przedstawicieli.
- Niektórzy są za rozdziałem pomiędzy grupami wymarłymi i tymi posiadającymi żyjących przedstawicieli
- Niektórzy często czują się zmuszani do prób wyjaśnienia ewolucji cech, które nie pojawiają się w skamieniałościach. To zaś wiąże się z filogenetyką molekularną. Technika ta stała się popularna od środkowych lat osiemdziesiątych XX wieku, ale cały czas jest kontrowersyjna z powodu swych założeń, zwłaszcza zaś niezawodności zegara molekularnego.

### Drzewo wczesnych ssaków

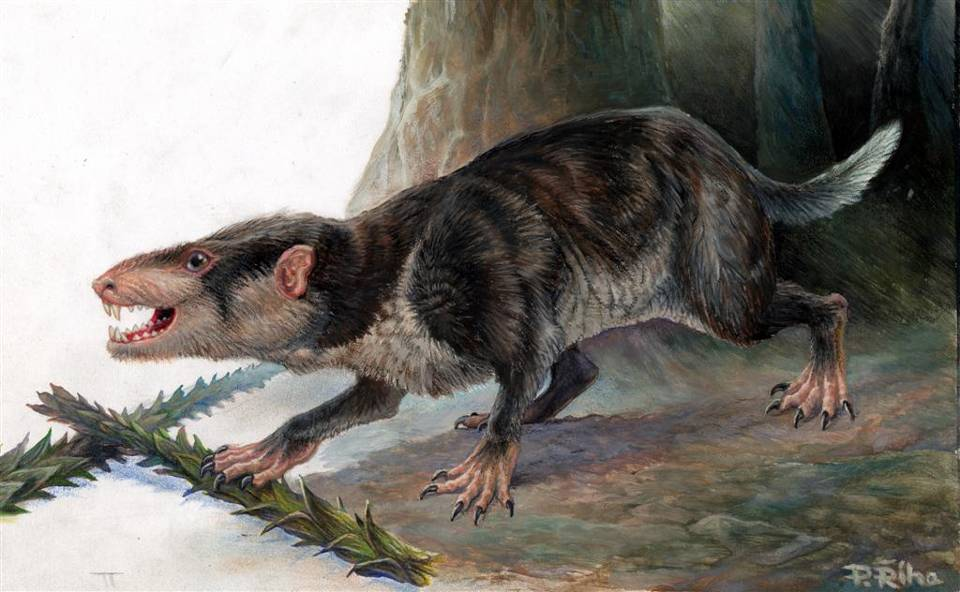
Gobiconodon, przedstawiciel grupy trykonodontów

† – grupa wymarła
```
--
ssaki

    |
    +--
australosfenidy

    |    |
    |    +--†
Ausktribosphenidae

    |    |
    |    `--
stekowce

    |
    `--+--†
trykonodonty

       |
       `--+--†
Spalacotheroidea

          |
          `--
Cladotheria

               |
               +--†
Dryolestoidea

               |
               `--
ssaki żyworodne

                    |
                    +--
ssaki niższe
 (m.in. 
torbacze
)
                    |
                    `--
łożyskowce
```

### Australosfenidy i Ausktribosphenidae
Ausktribosphenidae jest to nazwa nadana grupie zagadkowych znalezisk, które:
- zdają się posiadać trzonowce trybosfeniczne (ten typ zębów oprócz tej grupy spotykany jest tylko u łożyskowców i torbaczy[28]
- pochodzą z osadów wczesnej kredy z Australii. Ta była połączona tylko z Antarktydą, łożyskowce zaś powstały na półkuli północnej i nie mogły jej opuścić, zanim na skutek dryfu kontynentalnego utworzyły się lądowe połączenia pomiędzy oboma Amerykami, z Azji do Afryki i Indii (południowe kontynenty są odseparowane, co można zobaczyć na mapach tamtego okresu
- są reprezentowane jedynie przez czaszki i ich fragmenty, co nie jest zbyt pomocne w ustaleniu wielu faktów

Australosfenidy z kolei to grupa obejmująca Ausktribosphenidae i stekowce. Asfaltomylos (środkowa jura, Patagonia) uznany został za bazalnego przedstawiciela Australosphenida. Jest to zwierzę, które posiada jednocześnie cechy przypisywane Ausktribosphenidae i stekowcom, cierpi jednak na brak cech charakterystycznych dla pierwszej albo drugiej grupy, choć także cech nieobecnych u nich. On to pokazuje, że jego grupa była szeroko rozpowszechniona na Gondwanie (olbrzymi superkontynent półkuli południowej).
Niedawne badania rodzaju Teinolophos (około 115 MLT) sugerują, że był on w ważnej, zaawansowanej i względnie wyspecjalizowanej grupie stekowców, wobec czego bazalne (najbardziej prymitywne) stekowce musiały się pojawić odpowiednio wcześniej, niektóre rzekome australosfenidy powinny więc tworzyć podobną grupę (np. Steropodon) i inne (Ausktribosphenos, Bishops, Ambondro, Asfaltomylos) były bliżej spokrewnione z grupą Theria, a być może nawet członkami tegoż kladu obejmującego torbacze i łożyskowce.

### Stekowce

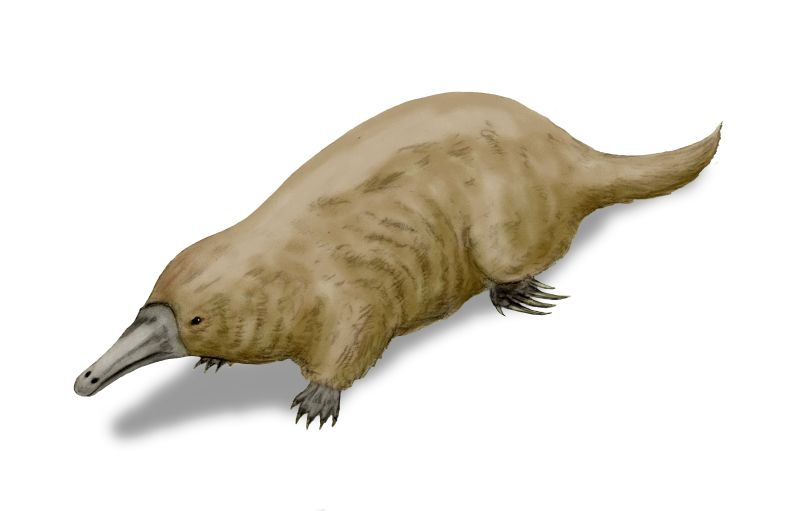
Steropodon

Najstarszym znanym stekowcem jest Teinolophos, żyjący 123 MLT w Australii. Obecne badania sugerują, że nie był on bazalnym (bardzo prymitywnym) przedstawicielem tej grupy, ale w pełni rozwiniętym dziobakiem. Oznacza to, że linie rozwojowe dziobaków i kolczatek musiały rozdzielić się odpowiednio wcześniej.
Stekowce posiadają wiele cech odziedziczonych po pierwotnych owodniowcach:
- zachował się u nich stek, czyli kloaka (od tego pochodzi ich polska nazwa), jeden narząd spełnia u nich funkcje wydalania, wypróżniania i rozrodczą (od tego pochodzi ich łacińska nazwa „Monotremata” i angielska nazwa „monotreme”, oznaczające „jeden otwór”).
- składają niezwapniałe jaja w skórzastej skorupce, jak to czynią jaszczurki, żółwie i krokodyle

Poza tym w przeciwieństwie do innych ssaków nie posiadają sutków, młode zlizują „wypocone” mleko z brzucha matki
Oczywiście cech tych nie widać w skamielinach i dla paleontologów głównymi takimi cechami są:
- smukła kość zębowa, wyrostek dziobiasty (processus coronoideus) mały lub zanikły
- otwór zewnętrzny ucha leży na tylnej podstawie szczęki
- kość os jugale mała lub zanikła
- prymitywna obręcz ramienna z silnymi częściami brzusznymi (kość krucza, obojczyki i kość leżąca między nimi)[31]
- kończyny rozłożone na boki lub w położeniu pośrednim

Warto nadmienić, że z wymienionych kości u człowieka jako odrębna kość zachował się jedynie obojczyk.

### Ssaki żyworodne
Ssaki żyworodne (Theria – „bestie”) to hipotetyczna grupa, z której wywodzą się ssaki niższe, Metatheria (w tym torbacze) i Eutheria, głównie łożyskowce. Choć nie zachowały się żadne wiarygodne skamieniałości bazalnych ssaków żyworodnych (dysponujemy kilkoma zębami i fragmentami szczęk), wiemy, że łożyskowce i ssaki niższe dzielą pewne wspólne cechy, które musiały odziedziczyć po wspólnych bazalnych przodkach:
- brak dodatkowej kości pomiędzy obojczykami[31]
- kość krucza nie występuje lub jest połączona z łopatką, tworząc wyrostek kruczy
- trzonowce trybosfeniczne
- specyficzna budowa stawu skokowego: główny staw występuje pomiędzy piszczelem (tibia) i kością skokową (talus), kość piętowa (calcaneus) nie dotyka piszczelowej, tworząc piętę, do której przyczepiają się mięśnie. (zupełnie inny typ tego stawu występuje u krokodyli, u których pracuje też inaczej – zginanie w kostce następuje pomiędzy kośćmi skokową i piętową).

#### Ssaki niższe

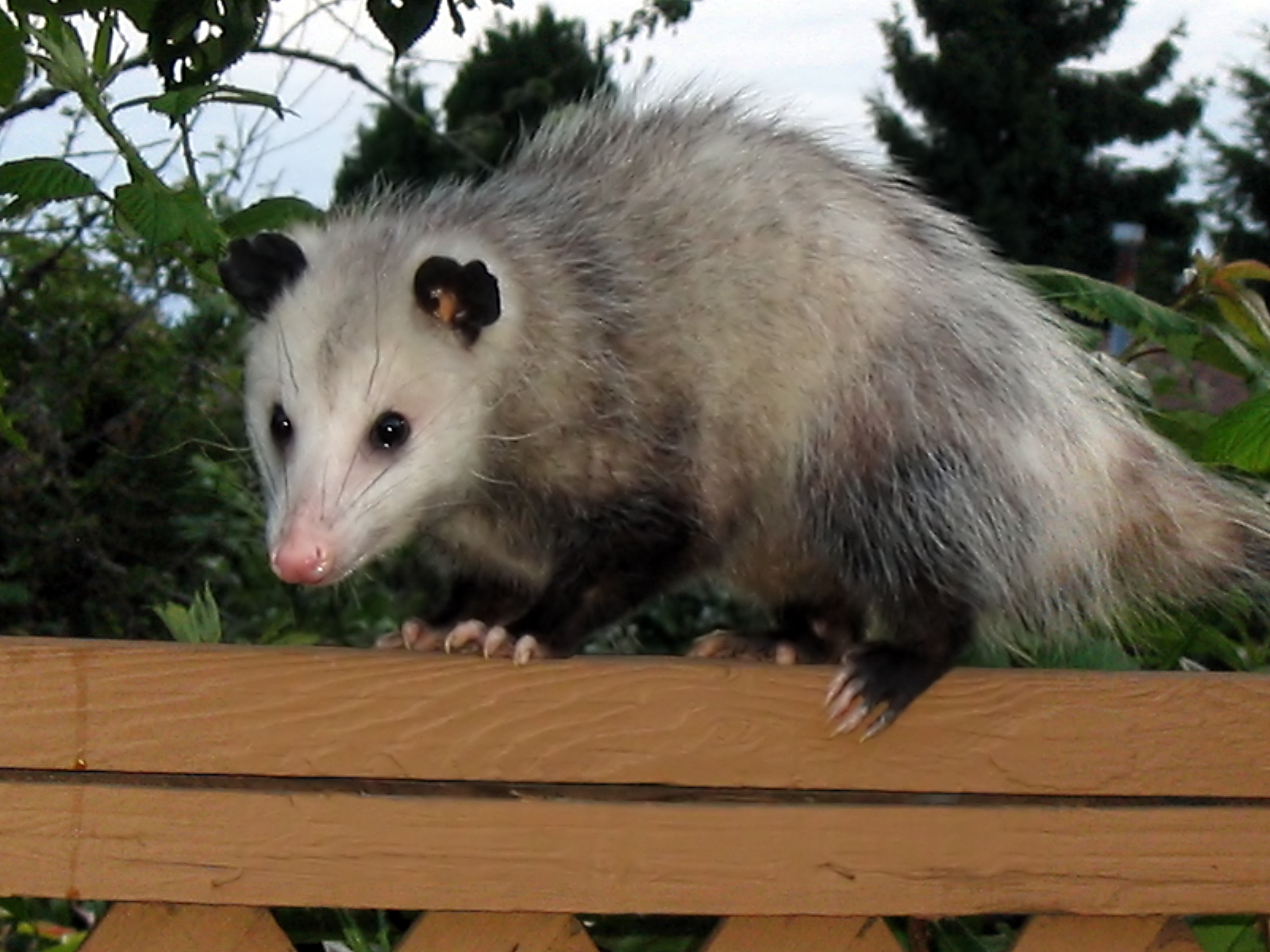
Dydelf wirginijski, torbacz

Wszystkie żyjące dziś ssaki niższe (Metatheria – „poza bestiami”) są torbaczami. Niektóre odkryte dzięki skamielinom rodzaje, jak mongolskie Asiatherium z późnej kredy, mogą być torbaczami lub należeć do innej grupy (grup) ssaków niższych.
Najstarszy znany torbacz to Sinodelphys, znaleziony we wczesnokredowych łupkach ilastych liczących 125 MLT w prowincji Liaoning leżącej w północno-wschodnich Chinach. Skamieniałości są prawie kompletne, zawierają kłaczki futra oraz odciski tkanek miękkich.
Dydelfokształtne (oposy z półkuli zachodniej) pojawiły się po raz pierwszy w późnej kredzie i do dziś mają swych reprezentantów, prawdopodobnie dlatego, że są to głównie częściowo nadrzewni niewyspecjalizowani wszystkożercy.
Najbardziej znaną cechą torbaczy jest ich sposób rozmnażania się:
1. Matka wytwarza rodzaj pęcherzyka żółtkowego, który dostarcza embrionowi substancje odżywcze. Zarodki jamrajowatych, koali i wombatów dodatkowo wytwarzają narządy przypominające łożysko, łączące się ze ścianą macicy. Narządy te są jednak wiele mniejsze niż właściwe łożyska łożyskowców i nie jest pewne, czy transportują składniki odżywcze od matki do zarodka[37].
2. Ciąża trwa bardzo krótko, zazwyczaj od 4 do 5 tygodni. Zarodek przychodzi na świat na bardzo wczesnym etapie rozwoju. Zwykle mierzy wtedy mniej niż 5 cm. Uważa się, że ciąża nie może być dłuższa, gdyż układ immunologiczny matki zaatakowałby rozwijający się embrion.
3. Noworodek używa swych kończyn przednich z proporcjonalnie dobrze rozwiniętymi „dłońmi” do przebycia drogi do sutka, który zazwyczaj znajduje się w torbie położonej na brzuchu matki. Konieczność użycia w tym celu przednich łap uniemożliwia przekształcenie ich w skrzydła czy płetwy – dlatego nie ma aktywnie latających ani całkowicie wodnych torbaczy, choć niektóre gatunki posiadły umiejętność lotu szybowego.
4. Matka karmi swoje maleństwo kurcząc mięśnie wokół gruczołów mlecznych, dziecko bowiem jest jeszcze zbyt słabe, by ssać.

Choć niektóre torbacze wyglądają bardzo podobnie do ssaków łożyskowych (np. wilk workowaty i wilk szary), szkielety torbaczy posiadają cechy odróżniające je od łożyskowców:
- niektóre (np. wilk workowaty) posiadają 4 trzonowce, gdy u żadnego z łożyskowców nie ma ich więcej niż 3
- wszystkie posiadają parzysty otwór w podniebieniu, przypominający okno otwór podstawy czaszki, przy czym nozdrza są niewielkie

Torbacze posiadają także parę specjalnych kości podtrzymujących torbę u samic. Nie są one jednak zarezerwowane jedynie dla torbaczy. Podobne były znajdowane wśród skamielin wieloguzkowców, stekowców, a nawet grupy Eutheria. Są więc prawdopodobnie cechą wspólnego przodka, która zanikła jakiś czas po tym, jak przodkowie łożyskowców oddzielili się od przodków torbaczy. Według niektórych naukowców pierwotnie funkcją tych kości było udoskonalenie poruszania się poprzez wspieranie mięśni przenoszących udo ku przodowi.

#### Łożyskowce

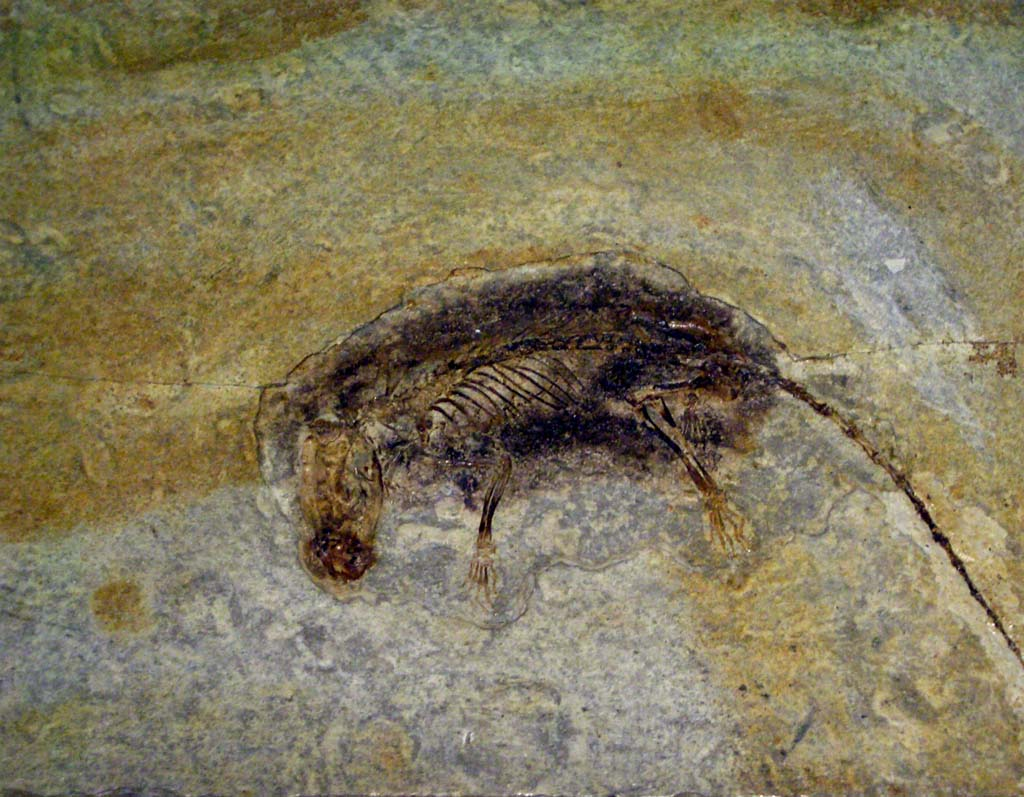
Eomaia sensoria

Żyjące obecnie Eutheria („prawdziwe bestie”) to łożyskowce. Najwcześniejszy znany przedstawiciel Eutheria, Eomaia, posiadał też pewne cechy torbaczy:
- wspomniane już kości występujące u torbaczy (podtrzymujące torbę), stekowców, ssakokształtnych (np. wieloguzkowców), niespotykane jednak u nowoczesnych łożyskowców. Innymi słowy: wydaje się, że jest to pierwotna cecha spotykana także u pierwszych łożyskowców
- wąskie wyjście miednicy, co oznacza, że rodzące się młode były bardzo małe, a ciąża krótka, jak u nowoczesnych torbaczy. Sugeruje to, że łożysko było późniejszym wynalazkiem.
- 5 siekaczy po każdej stronie szczęki. Liczba ta typowa jest dla ssaków niższych, natomiast w przypadku łożyskowców maksimum to 3, nie biorąc pod uwagę zwierząt o uzębieniu homodontycznym, jak pancerniki.

Eomaia miała także specyficzny rowek na żuchwie. Ta prymitywna cecha nie występuje u nowoczesnych łożyskowców.
Te pośrednie cechy są w zgodzie z filogenetyką molekularną, według której łożyskowce zróżnicowały się w przybliżeniu około 110 MLT, 15 milionów lat po rodzaju Eomaia.
Zwierzę to miało też dużo cech, które mocno wskazywały, że wspinało się ono. Chodzi tu o kilka cech stóp i palców, dobrze rozwinięte punkty przyczepu dla mięśni używanych głównie do wspinaczki, a także ogon długości dwukrotnie większej niż pozostała część kręgosłupa.
Najbardziej znaną cechą łożyskowców jest ich sposób rozmnażania się:
1. Zarodek przytwierdza się do ściany macicy za pomocą specjalnego organu, dużego łożyska, które zaopatruje go w tlen i substancje odżywcze, a usuwa do krwiobiegu matki zbędne produkty przemiany materii.
2. Ciąża jest względnie długa, a noworodek bardzo dobrze rozwinięty. U niektórych gatunków (głównie roślinożernych) młode potrafi biegać godzinę po porodzie

Zostało zasugerowane, że ewolucja rozmnażania się łożyskowców mogła zostać wspomożona przez retrowirusy, które:
- utworzyły w miejscu połączenia pomiędzy łożyskiem i macicą syncytium, cienką warstwę, w której wiele komórek zlewa się w jedną, błona zewnętrzna jest wspólna. Pozwala to na transport tlenu, składników odżywczych i odpadów, ale uniemożliwia go dla krwi i innych komórek, co sprawia, że układ immunologiczny matki nie atakuje płodu.
- zredukowały agresywność systemu odpornościowego matki (jest to dobre dla płodu, ale czyni matkę podatną na infekcje)

Z punktu widzenia paleontologów łożyskowce są zwykle rozpoznawane dzięki różnym cechom ich zębów.

## Nisze ekologiczne w mezozoiku
Jest nieco prawdy w stereotypie małych, nocnych owadożerców, ale niedawne znaleziska, głównie w Chinach, pokazały, że ssakokształtne i właściwe ssaki były też większe i miały bardziej zróżnicowany tryb życia. Dla przykładu:
- Castorocauda ze środkowej jury, około 164 MLT, miała 42,5 cm długości, ważyła 500 – 800g. Jej przednie łapy były przystosowane do pływania i kopania, a zęby do zjadania ryb[25].
- Wieloguzkowce, które żyły przez 125 milionów lat od środkowej jury, 160 MLT, do oligocenu, 35 MLT, często nazywane „gryzoniami mezozoiku”, miały stale rosnące siekacze jak współczesne gryzonie[21].
- Fruitafossor z późnej jury (150 MLT), o wzroście pręgowca, miał zęby, plecy i przednie kończyny sugerujące, że rozgrzebywał on gniazda owadów społecznych i polował na nie (prawdopodobnie termity, mrówki jeszcze nie istniały)[45].
- Volaticotherium z wczesnej kredy (125 MLT) to najwcześniejszy znany ssak szybujący, miał on błonę rozpościerającą się pomiędzy kończynami jak u współczesnej latającej wiewiórki. Sugeruje to także, że jego aktywność przypadała głównie na dzień[46].
- Repenomamus także z wczesnej kredy (130 MLT) był krępym, przypominającym borsuka, drapieżnikiem, który mógł czasami polować na młode dinozaury. Rozpoznano 2 gatunki, pierwszy mierzący powyżej metra długości i ważący koło 12 – 14 kg, drugi natomiast mniej niż 0,5 m i 4 – 6 kg[47][48].

## Ewolucja głównych grup żyjących ssaków
Prowadzone są obecnie ożywione debaty pomiędzy tradycyjnymi paleontologami („łowcami skamielin”), a filogenetykami molekularnymi o to, jak i kiedy zróżnicowały się właściwe ssaki, głównie łożyskowce. Zazwyczaj tradycyjni paleontolodzy datują pojawienie się poszczególnych grup poprzez najwcześniejsze skamieniałości o cechach, dzięki którym mogły należeć do tych grup, podczas gdy filogenetycy molekularni sugerują, że linie te rozeszły się wcześniej (zwykle w kredzie), a najwcześniejsi przedstawiciele tych grup byli pod względem anatomicznym bardzo podobni do wczesnych przedstawicieli innych grup, różnice były tylko w genach. Debaty te dotyczą definicji i pokrewieństwa pomiędzy głównymi grupami łożyskowców. Dobry przykład stanowią afrotery.

### Drzewo łożyskowców oparte na skamielinach
Poniżej znajduje się znacznie uproszczona wersja typowego drzewa rodowego opartego na skamieniałościach. Próbuje ono ukazać wersję obecnie najbliższą konsensusu, ale niektórzy paleontolodzy mają zupełnie inne poglądy, np:
- najbardziej powszechny pogląd głosi, że łożyskowce wyewoluowały na półkuli południowej, ale niektórzy paleontolodzy twierdzą, że w Laurazji, superkontynencie obejmującym Azję, Amerykę Północną i Europę)
- paleontolodzy różniący się w kwestii czasu pojawienia się łożyskowców, ich oszacowania sięgają od milionów lat przed końcem kredy do samego początku paleocenu. Biolodzy molekularni optują natomiast za wcześniejszym ich pojawieniem się.
- Większość paleobiologów sugeruje podział łożyskowców na szczerbaki i całą resztę, kilku z nich uważa jednak, że zwierzęta te zróżnicowały się później.

Ze względu na zwięzłość i prostotę diagram omija pewne grupy wymarłe, skupiając się na pochodzeniu dobrze znanych grup współczesnych łożyskowców. Pokazuje on także:
- wiek najstarszych znanych skamieniałości wielu grup, albowiem jedną z głównych kwestii spornych pomiędzy paleontologami tradycyjnymi a filogenetykami molekularnymi jest to, kiedy poszczególne grupy zaczęły się różnić
- dobrze znanych członków większości grup

```
--
łożyskowce

    |
    +--
szczerbaki
 (paleocen)
    |  (
pancerniki
, 
leniwce
, 
mrówkojady
)
    |
    `--+--
łuskowcowate
 (wczesny eocen)
       |  (pangoliny)
       |
       `--
Epitheria
 (późna kreda)
          |
          |--(†grupy wymarłe)
          |
          `--+--
owadożerne
 (późna kreda)
             |  (
jeże
, 
krety
, 
ryjówki
, 
tenreki
)
             `--+--+--
Anagalida

                |  |  |
                |  |  +--†
Zalambdalestidae
 (późna kreda)
                |  |  |
                |  |  `--+--
Macroscelidea
 (późny eocen)
                |  |     |  (ryjkonosy)
                |  |     |
                |  |     `--+--†
Anagaloidea

                |  |        |
                |  |        `--
Glires
 (wczesny paleocen)
                |  |             |
                |  |             +--
zajęczaki
 (
eocen
)
                |  |             |  (
zające
, 
króliki
, 
szczekuszkowate
)
                |  |             |
                |  |             `--
gryzonie
 (późny 
paleocen
)
                |  |                (
myszy
, 
szczury
, 
wiewiórki
, 
susły
, 
chomiki
, 
bobry
, 
kapibara
)
                |  |
                |  |
                |  `--
Archonta

                |       |
                |       |--+--
Scandentia
 (środk. 
eocen
)
                |       |  |  (wiewióreczniki)
                |       |  |
                |       |  `--
Primatomorpha

                |       |       |
                |       |       +--†
Plesiadapiformes

                |       |       |
                |       |       `--
naczelne
 (wczesny 
paleocen
)
                |       |          (
palczak
, 
lemury
, 
małpy

                |       |            
szympansy
, człowiek)
                |       |
                |       `--+--
Dermoptera
 (późny 
eocen
)
                |          |  (
lotokotowate
)
                |          |
                |          `--
nietoperze
 (późny 
paleocen
)
                |
                |
                `--+--
Ferae
 (wczesny 
paleocen
)
                   |  (koty, psy, niedźwiedzie, foki)
                   |
                   `--
Ungulatomorpha
 (późna 
kreda
)
                        |
                        +--
Eparctocyona
 (późna 
kreda
)
                        |  |
                        |  +--†(grupy wymarłe)
                        |  |
                        |  `--+--
Arctostylopida
 
X
 (późny 
paleocen
)
                        |     |
                        |     `--+--†
Mesonychia
 (środkowy 
paleocen
)
                        |        |
                        |        |
                        |        |
                        |        `--
Cetartiodactyla

                        |           |
                        |           +--
walenie
 (wczesny eocen)
                        |           |  (
wieloryby
, 
delfiny
, 
morświny
)
                        |           |
                        |           `--
parzystokopytne
 (wczesny eocen)
                        |              (
żyrafa
, 
bydło domowe
, 
świnia
, 
sarna

                        |
                        |
                        |
                        `--
Altungulata

                             |
                             +--
Hilalia
 
X

                             |
                             `--+--+--
nieparzystokopytne
 (późny 
paleocen
)
                                |  |   (konie, nosorożce, tapiry)
                                |  |
                                |  `--
mrówniki
 (wczesny 
miocen
)
                                |     (
mrównik
)
                                |
                                `--
Paenungulata

                                     |
                                     +--
góralki
 (wczesny eocen)
                                     |
                                     |
                                     `--+--
brzegowce
 (wczesny eocen)
                                        |  (
manatowate
, 
diugoń przybrzeżny
)
                                        |
                                        `--
trąbowce
 (wczesny eocen)
                                           (słoń)
```

Drzewo to zawiera kilka niespodzianek i zagadek. Na przykład:
- najbliższymi żyjącymi krewnymi waleni (wieloryby, delfiny, morświnowate) są parzystokopytne, zwierzęta posiadające kopyta prawie wszystkie będące ścisłymi roślinożercami
- nietoperze to w miarę bliscy krewni naczelnych
- najbliżsi żyjący krewni słoniowatych to zamieszkujące środowisko wodne brzegowce, następnie zaś góralkowce
- istnieje niewielka zależność pomiędzy strukturą rodziny (co powstało z czego) i datą najwcześniejszych skamieniałości tej grupy. Np. najwcześniejsze pozostałości nieparzystokopytnych (do dziś z tej grupy przetrwały koniowate, nosorożce i tapiry) datowane są na późny paleocen, natomiast pierwsze skamieliny siostrzanej grupy mrówników – na wczesny miocen, około 50 milionów lat później. Paleontolodzy są dość pewni pokrewieństw, które bazują na analizach kladystycznych, wierzą, że skamieniałości przodków dzisiejszych mrówników po prostu jeszcze nie zostały odnalezione.

### Drzewo łożyskowców oparte na filogenetyce molekularnej
Filogenetyka molekularna używa cech genów organizmów, by stworzyć drzewa w podobny sposób, jak paleontolodzy czynią to z cechami skamielin: jeśli geny dwóch organizmów są do siebie bardziej podobne niż do trzeciego, to te dwa organizmy są ze sobą bliżej niż z tym trzecim spokrewnione.
Filogenetycy molekularni zaproponowali drzewo bardzo odmienne od tego znanego bliskiego paleontologom. Jak paleontolodzy, tak i filogenetycy molekularni mają odmienne poglądy odnośnie do różnorodnych szczegółów, poniżej jest typowe drzewo zgodnie z filogenetyką molekularną. Zauważyć należy, że poniższy diagram nie uwzględnia grup wymarłych, nie można bowiem pobrać próbek DNA ze skamieniałości.
```
--
łożyskowce

   |
   +--
Atlantogenata
 („urodzone wokoło 
Atlantyku
”)
   |    |
   |    +--
szczerbaki
 (
pancerniki
, 
mrówkojady
, 
leniwce
)
   |    |
   |    `--
Afrotheria

   |       |
   |       +--
Afroinsectiphilia

   |       |   (
złotokrety
, 
tenrekowate
, 
wodnice
)
   |       |
   |       +--brak nazwy
   |       |    |
   |       |    +--
Macroscelidea
 (ryjkonosy)
   |       |    |
   |       |    `--
słupozębne
 (mrówniki)
   |       |
   |       `--
Paenungulata
 („nie do końca kopytne”)
   |            |
   |            +--
góralki

   |            |
   |            +--
trąbowce
 (słonie)
   |            |
   |            `--
brzegowce
 (
manaty
, 
diugoń przybrzeżny
)
   |
   `--
Boreoeutheria
 („
północne
 łożyskowce/prawdziwe ssaki”)
        |
        +--
Laurasiatheria

        |    |
        |    +--
Erinaceomorpha
 (
jeżowate
, 
gołyszek
)
        |    |
        |    +--
Soricomorpha
 (
kretowate
, 
ryjówkowate
)
        |    |
        |    +--
Cetartiodactyla

        |    |  (
walenie
 i 
parzystokopytne
)
        |    |
        |    `--
Pegasoferae

        |         |
        |         +--
pangoliny

        |         |
        |         +--
nietoperze

        |         |
        |         +--
drapieżne
 (
psowate
, 
kotowate
, 
niedźwiedziowate
, 
fokowate
)
        |         |
        |         `--
nieparzystokopytne
 (
koniowate
, 
nosorożce
, 
tapiry
).
        |
        `--
Euarchontoglires

             |
             +--
Glires

             |    |
             |    +--
zajęczaki

             |    |  (
królik
, 
zając
)
             |    |
             |    `--
gryzonie
 (późny 
paleocen
)
             |        (
myszowate
, 
nornikowate
, 
wiewiórkowate
)
             |
             `--
Euarchonta

                  |
                  +--
Scandentia
 (
tupaje
)
                  |
                  +--
Dermoptera
 (
lotokotowate
)
                  |
                  `--
naczelne

                     (
lemurowate
, 
małpy
)
```

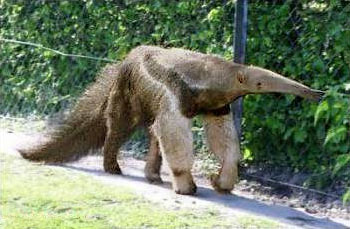
Mrówkojad wielki, szczerbak

Oto najważniejsze różnice w pomiędzy tym i poprzednim drzewem:
- najwyższy podział pomiędzy Atlantogenata i Boreoeutheria zamiast szczerbakami i resztą. Niektórzy filogenetycy molekularni zaproponowali trójdzielny najwyższy podział na szczerbaki, afrotery i Boreoeutheria.
- afroteria zawierają kilka grup, które zgodnie z wersją paleontologów są jedynie daleko spokrewnione: Afroinsectiphilia („afrykańskie owadożerne”), mrówniki (uznawane przez paleontologów za bliżej spokrewnione z nieparzystokopytnymi niż z pozostałymi afroteriami), Macroscelidea (ryjkonosy, zwykle uważane za bliskie królikom i gryzoniom). Jedynymi członkami grupy Afrotheria uznawanymi za blisko spokrewnione także przez łowców skamielin są góralki, trąbowce (słonie) i brzegowce (manatowate, diugoniowate).
- owadożerne rozdzielone na 3 grupy: jedna wchodzi w skład afroteriów, a dwie pozostałe są odrębnymi podgrupami pośród Boreoeutheria.
- nietoperze są bliżej drapieżnych i nieparzystokopytnych niż naczelnych i lotokotów
- nieparzystokopytne są bliżej drapieżnych i nietoperzy niż parzystokopytnych

Zgrupowanie afroteriów razem jest usprawiedliwione geologicznie. Wszyscy członkowie tej grupy, którzy przetrwali, żyją w Ameryce Południowej lub (głównie) Afryce. Pangea rozpadając się odłączyła bowiem od innych te 2 połączone kontynenty mniej niż 150 MLT, one zaś oddzieliły się od siebie między 100 i 80 MLT. Najstarszy znany łożyskowiec, Eomaia, pochodzi sprzed 125 milionów lat. Nie byłoby więc zaskakujące, gdyby najwcześniejsi łożyskowi imigranci do Afryki i Ameryki Południowej zostali odizolowali i ulegli radiacji we wszystkie dostępne nisze ekologiczne.
Niemniej propozycje te są uznawane za kontrowersyjne. Paleontolodzy są zdania, że dowody w postaci skamielin powinny mieć priorytet w stosunku do dedukcji na podstawie badań próbek
DNA współczesnych ssaków. Co bardziej zaskakujące, nowe drzewo jest krytykowane przez innych filogenetyków molekularnych, nieraz bardzo ostro:
- mutacje mitochondrialnego DNA zmieniają się w zależności od regionu – niektóre jego części prawie wcale nie ulegają zmianom, a inne zmieniają się niezwykle szybko, a nawet wykazują duże zróżnicowanie u osobników tego samego gatunku[56][57],
- Mitochondrialny DNA ssaków mutuje tak szybko, że powoduje problem nazywany „nasyceniem”, gdy losowe zakłócenia zalewają wszystkie informacje, które mogą być obecne. Jeśli dany fragment łańcucha DNA zmienia się losowo co kilka milionów lat to ciągu 60–75 milionów lat, czyli od czasu, gdy wydzieliły się główne grupy łożyskowców, zmieniłby się kilkanaście razy[58].